# Virgin Atlantic
Virgin Atlantic Ltd. (або Virgin Atlantic) — британська авіакомпанія, що належить Virgin Group (51 %) і Singapore Airlines (49 %). Авіакомпанія експлуатує далекомагістральні маршрути між Великою Британією і Північною Америкою, країнами Карибського басейну, Африкою, Середнім Сходом, Азією і Австралією. Основні хаби авіакомпанії — лондонські аеропорти Хітроу і Гатвік. Також Virgin використовує другорядний хаб в аеропорту Манчестера. Компанія має ліцензію типу A, котра дає право на перевезення пасажирів, вантажів і пошти на літаках з 20 і більше місцями.

## Флот
Флот Virgin Atlantic Airways Limited на лютий 2019:
| Тип              | В дії | Замовлено | Пасажиромісткість | Пасажиромісткість | Пасажиромісткість | Пасажиромісткість | Примітки                                                                       |
| Тип              | В дії | Замовлено | J                 | W                 | Y                 | Разом             | Примітки                                                                       |
| ---------------- | ----- | --------- | ----------------- | ----------------- | ----------------- | ----------------- | ------------------------------------------------------------------------------ |
| Airbus A330-200  | 4     | —         | 19                | 35                | 212               | 247               |                                                                                |
| Airbus A330-300  | 8     | —         | 31                | 48                | 185               | 264               |                                                                                |
| Airbus A340-600  | 7     | —         | 45                | 38                | 225               | 308               |                                                                                |
| Airbus A350-1000 | —     | 12        | 44                | 56                | 235               | 335               | Постачання з 2019. Мають замінити Airbus A340-600 and Boeing 747-400 aircraft. |
| Boeing 747-400   | 8     | —         | 14                | 66                | 375               | 455               | Замінили Airbus A350-1000.                                                     |
| Boeing 787-9     | 17    | —         | 31                | 35                | 198               | 264               |                                                                                |
| Разом            | 44    | 12        |                   |                   |                   |                   |                                                                                |

Флот Virgin Atlantic International Limited на березень 2018:
| Тип             | В дії | Замовлено | Пасажиромісткість | Пасажиромісткість | Пасажиромісткість | Пасажиромісткість | Примітки |
| Тип             | В дії | Замовлено | J                 | W                 | Y                 | Разом             | Примітки |
| --------------- | ----- | --------- | ----------------- | ----------------- | ----------------- | ----------------- | -------- |
| Airbus A330-300 | 2     | —         | 31                | 48                | 185               | 264               |          |
| Разом           | 2     | —         |                   |                   |                   |                   |          |